# Gare de Martinlaakso

La gare de Martinlaakso (finnois : Martinlaakson rautatieasema) est la gare ferroviaire du quartier de Martinlaakso à Vantaa en Finlande.

## Situation ferroviaire
Elle est distante d'environ 14 kilomètres au nord de la gare centrale d'Helsinki.
La gare est desservie par les lignes circulaires I et P et elle se situe entre la gare de Louhela et la gare de Vantaankoski.